# Andover (New York)
Andover è un comune degli Stati Uniti d'America, situato nello Stato di New York, nella contea di Allegany.